# Гладыши (жуки)
Гладыши (лат. Phalacridae) — семейство насекомых из отряда жесткокрылых (Coleoptera). Более 600 видов.

## Описание
Мелкие блестящие жуки (0,9—4,8 мм) овальной формы. Усики с 3-члениковой булавой на конце. Ноги короткие. Обычно обнаруживаются в цветах растений семейства Сложноцветные, или Астровые (Asteraceae). Виды рода Phalacrus связаны с ржавчинными грибами, которые являются паразитами различных видов растений. Жуки едят споры этих грибов.

## Классификация
34 рода и более 600 видов. В Европе около 60 видов (Phalacrus, Olibrus, Stilbus).
- Phaenocephalinae
  - Phaenocephalus
  - Phalacrinus
  - Sphaerostilbus
- Phalacrinae
  - Роды: Acylomus — Afronyrus — Apallodes — Augasmus — Biophytus — Entomocnemus — Eulitrus — Euphalacrus — Ganyrus — Gorginus — Grouvelleus — Gyromorphus — Leptostilbus — Liophalacrus — Litochropus — Litochrus — Litolibrus  — Litostilbus — Litotarsus — Megischius — Megistopalpus — Merobrachys — Nematolibrus — Nesiotus — Ochrodemus — Ochrolitoides — Ochrolitus — Olibroporus — Olibrosoma — Olibrus — Parasemus — Phalacropsis — Phalacrus — Podocesus — Polyaloxus — Pseudolibrus — Pseudolitochrus — Pycinus — Radinus — Sphaeropsis — Sternosternus — Stilbomimus — Stilbus — Tinodemus — Tolyphus — Xanthocomus

### Новая классификация
- Список родов (34)[2]: Acylomus — Antennogasmus — Apallodes — Augasmus — Austroporus — Entomocnemus — Eulitrus — Grouvelleus — Litochropus — Litochrus — Litostilbus — Malagasmus — Malagophytus — Megistopalpus — Neolitochrus — Nesiotus — Ochrolitus — Olibroporus — Olibrosoma — Olibrus — Paracylomus — Phaenocephalus — Phalacrinus — Phalacropsis — Phalacrus — Platyphalacrus — Pseudolibrus — Pycinus — Ranomafanacrinus — Steinerlitrus — Stilbus — Sveculus — Tolyphus — Xanthocomus

- Синонимы (43)[2]: Afronyrus — Biophytus — Coelocoelius — Dolerus — Erythrolitus — Euphalacrus — Eustilbus — Ganyrus — Glaurosoma — Gorginus — Gyromorphus — Helectrus — Heterolitus — Heterostilbus — Idiobius — Leptostilbus — Liocrus — Liophalacrus — Litochroides — Litolibrus — Litotarsus — Megapalpus — Megischius — Merobrachys — Micromerus — Microstilbus — Nematolibrus — Ochrodemus — Ochrolitoides — Olistherus — Parasemus — Phalacratomus — Pharcisinus — Podocesus — Polyaloxus — Pseudolitochrus — Pyracoderus — Radinus — Sphaeropsis — Sphaerostilbus — Stilboides — Stilbomimus — Tinodemus

- †Olibrolitus[4].